# Albert Spear Hitchcock

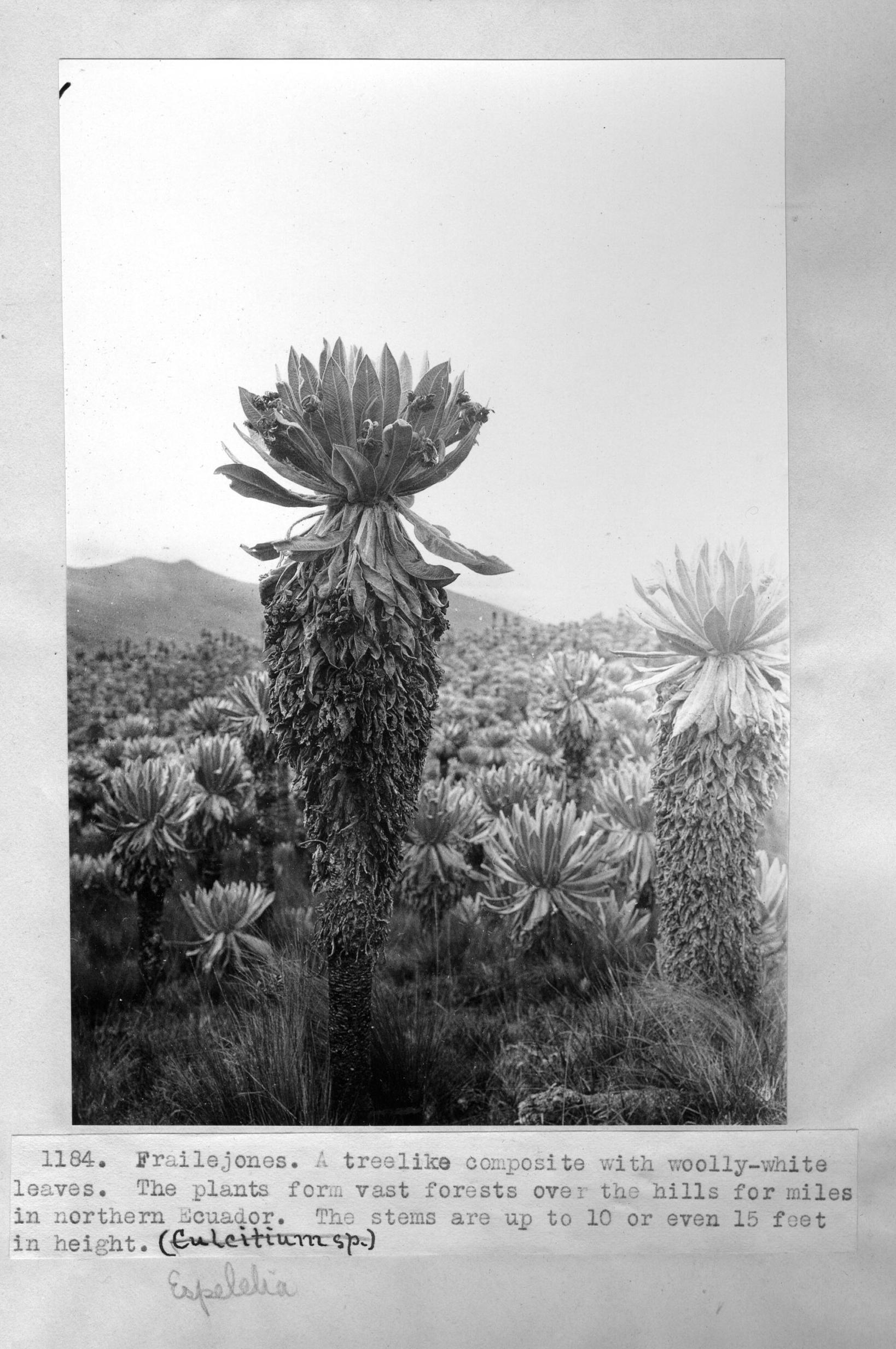
Een frailejones in Ecuador, gefotografeerd door Hitchcock, c. 1923-1924.

Albert Spear Hitchcock (4 september 1865 - 16 december 1935) was een Amerikaanse botanicus en agrostoloog. Hij specialiseerde zich in grassen en was hoofd-botanicus voor het United States Department of Agriculture van 1928 tot aan zijn dood. Hij schreef meer dan 250 werken tijdens zijn leven.

## Biografie
Albert Speer Hitchcock studeerde aan de Staatsuniversiteit van Iowa af in drie graden. Daarna werkte hij tien jaar als professor in de botanie aan de Kansas State College. Van 1901 tot 1935, was hij vervolgens agrostoloog van het United States National Herbarium. Op de terugweg van een studiebezoek aan een aantal Europese herbaria, stierf hij in 1935 op de Atlantische Oceaan aan boord van The City of Norfolk.
- Bibsys: 1219
- Bibliothèque nationale de France: cb125600921 (data)
- Author citation (botany): Hitchc.
- CiNii: DA02858915
- Stuttgart Database of Scientific Illustrators 1450–1950: 6430
- Gemeinsame Normdatei: 117525472
- International Standard Name Identifier: 0000 0001 1055 1509
- Library of Congress Control Number: n50057933
- Nationale Bibliotheek van Tsjechië: mub20181002181
- Nationale bibliotheek van Australië: 35197948
- Nationale Bibliotheek van Israël: 987007278334105171
- Nederlandse Thesaurus van Auteursnamen: 184822114
- Réseau des bibliothèques de Suisse occidentale: 02-A003374616
- Istituto Centrale per il Catalogo Unico: SBLV106419
- SNAC: w6086rg7
- Système universitaire de documentation: 099066076
- Museum of New Zealand Te Papa Tongarewa: 50753
- Trove: 861191
- Virtual International Authority File: 37033048
- WorldCat: E39PBJckMprKpBxtgcfVhWtkDq